# Ramses I
Ramses I was de eerste farao van de 19e dynastie van het oude Egypte en was de stamvader van de zogenaamde Ramessiden.

## Leven

### Afkomst
Ramses I werd als Paramessoe geboren in Avaris, als een man van niet-koninklijke komaf. Hij was een zoon van Seti, een belangrijk militair aan het hof aan wie Paramessoe vermoedelijk ook zijn carrière had te danken, en een onbekende vrouw. De familie was afkomstig uit de Nijldelta en had een militaire achtergrond. Zijn oom Chaëmwaset is waarschijnlijk te identificeren met Koninklijke Waaierdrager en Aanvoerder van de Boogschutters van Koesj Chaëmwaset, die wordt vermeld op een standbeeld dat dateert uit Toetanchamons regering. Chaëmwasets echtgenote Taemwadjsi was meesteres van de Harem van Amon en is waarschijnlijk dezelfde Taemwadjsi die de zus was van Hoei, vicekoning van Koesj. Dit wijst erop dat de familie was opgeklommen tot de hoogste regionen van de Egyptische maatschappij. Paramessoe trouwde met Sitre en het koppel had minstens één kind: Seti I.

### Carrière onder farao Horemheb
Dankzij zijn vader Seti of Soeti werd hij hoofd van de boogschutters, daarna werd hij generaal en viel hij in de smaak bij farao Horemheb. Onder Horemheb werd hij vizier (mogelijk van slechts een deel van Egypte), de hoogste functie aan het hof. Hij bekleedde ook religieuze functies waaronder hogepriester van Amon, waarmee hij een belangrijke rol speelde in de restauratie van het oude polytheïstische geloof. Horemheb was zelf als edelman van buiten de koninklijke familie tot farao opgeklommen, maar hij was kinderloos. Hij koos Ramses I als zijn opvolger mede omdat hij een zoon (de latere farao Seti I) en een kleinzoon (de latere Ramses II) had en er toekomst zat in het geslacht. Dit voorkwam al enige moeilijkheden bij de troonopvolging.

### Farao
Bij zijn inauguratie nam Paramessoe de naam aan van Ramses, Geboren uit Ra. Ramses was al een oude man toen hij werd gekroond. Mogelijk ondernam hij tijdens zijn korte regering een expeditie naar Koesj. Zijn zoon Seti I functioneerde als kroonprins en troonopvolger. Seti nam een groot aantal militaire functies op zich, die zijn vader voor hem uitoefende. Hij zou in het bijzonder een poging doen om enkele van de door Egypte verloren bezittingen in Syrië terug te winnen. Ramses schijnt de tweede pyloon van Karnak te hebben voltooid, begonnen onder Horemheb. Hij begon ook met de bouw van de grote zuilenzaal te Karnak. Na een regering van nog geen twee jaar overleed hij.

## Graf en mummie
De koning werd begraven in de Vallei der Koningen in het graf DK 16. Onder de 21e dynastie van Egypte werd de mummie van de farao in cache DB320 gezet te Deir el-Bahri. De mummie werd gestolen door de Abu-Rassul familie en in 1860 naar Noord-Amerika toe gebracht door dr. James Douglas. Het werd in het Canadese Niagara Falls Museum in Niagara Falls (Ontario) ondergebracht, waar de mummie 140 jaar verbleef totdat de eigenaar van het museum besloot om de mummie te verkopen. Zakenman William Jamieson kocht de inhoud van het museum en identificeerde de mummie dankzij de hulp van egyptoloog Gayle Gibson. In 1999 verkocht Jamieson de mummie aan het Michael C. Carlos Museum bij het Emory University te Atlanta. In 2003 werd de mummie verplaatst naar het Luxor Museum in Egypte.

## Koningsnamen
Bij zijn inauguratie nam Paramessoe de volledige vijfvoudige koningsnaam aan:
1. Horusnaam: Ka-nacht Oeadj-nesoet of k-nḫt wḏ-nsyt (Horus, de sterke stier, hij die de koninklijkheid verjongt)
2. Nebtynaam: Cha-em-nesoe-mi-item of ḫi-m-nsw-mi-itm (Hij die verschijnt als een koning, zoals Atoem)
3. Gouden Horusnaam: Semen Maät khet tawy of smn-mt-ḫt-twi (Die maät vestigt in de Beide Landen (d.i. Opper- en Neder-Egypte))
4. Nesoet-bit-naam of troonnaam (nomen): Men-pehty-Re of  mn-pḥti-r (Eeuwig is de sterkte van Re)[11]
5. Sa-Re-naam of geboortenaam (praenomen): Ra-ms-sw of R-ms-sw (Uit Ra geboren)[11]

## Galerij

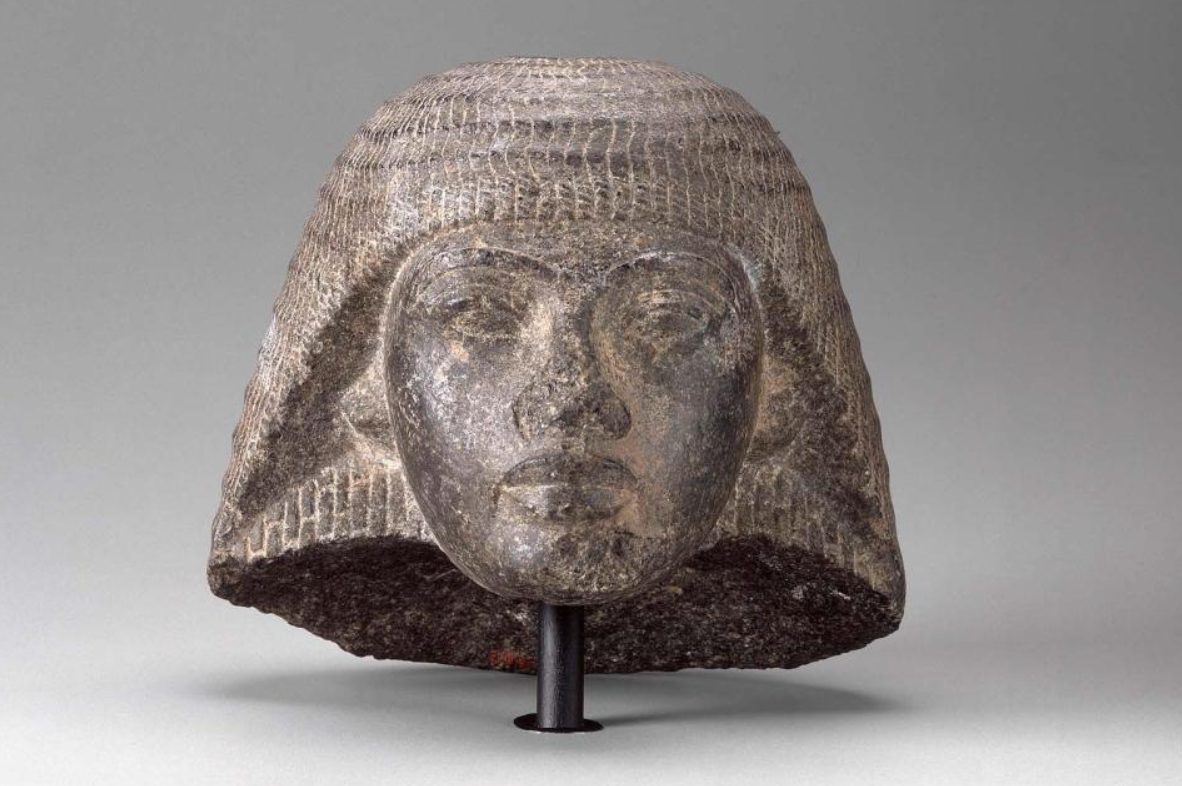
Hoofd van een standbeeld van Paramessoe (de later Ramses I) Museum of Fine Arts
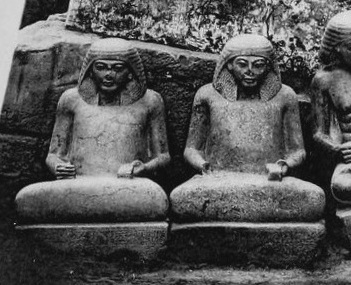
Twee standbeelden van de vizier Paramessoe als schrijver uit de tempel van Amon (Karnak) bij de tiende pylon (1914), Georges Legrain, Egyptisch Museum
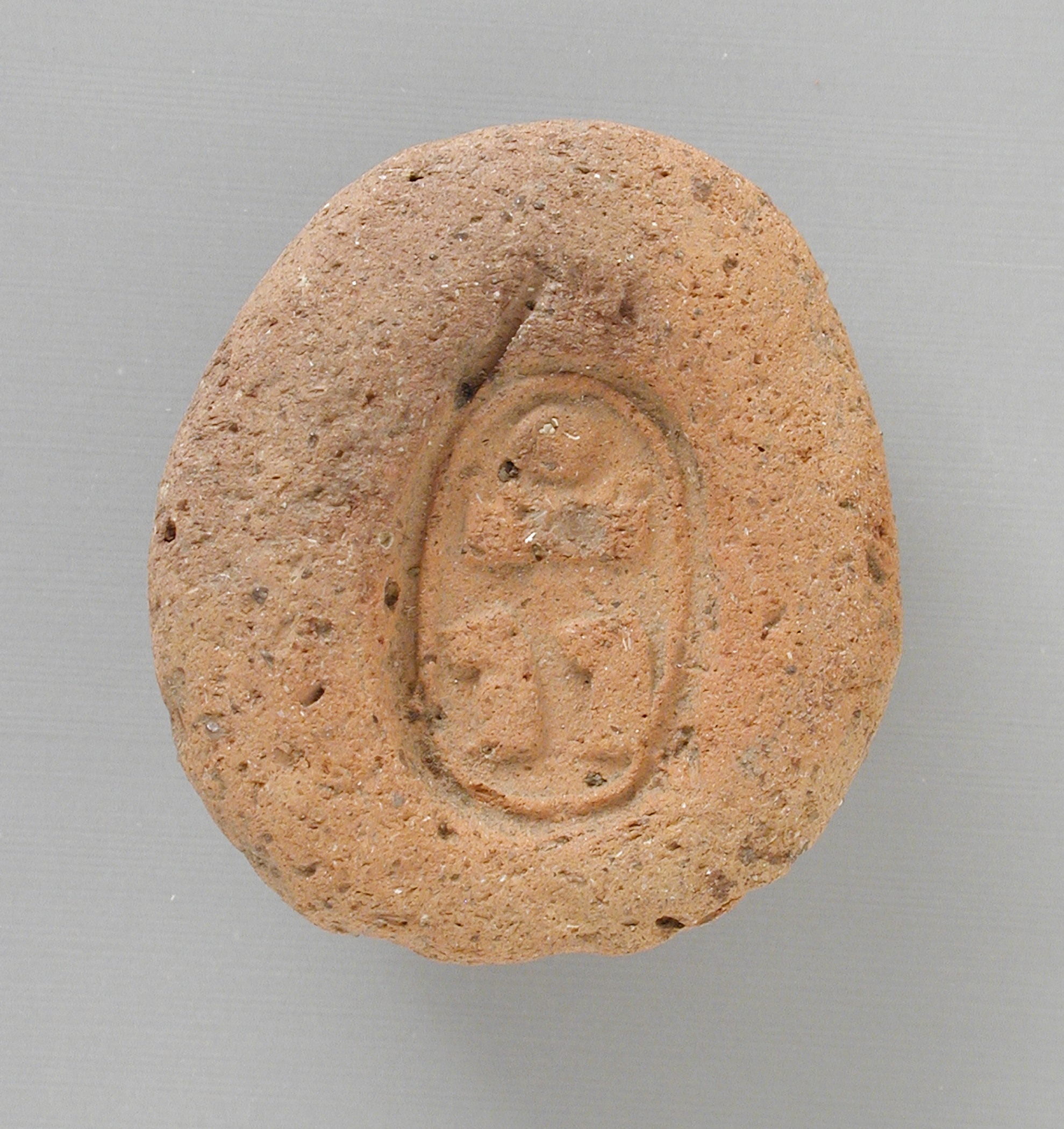
Troonnaam van Ramses I op een zegel
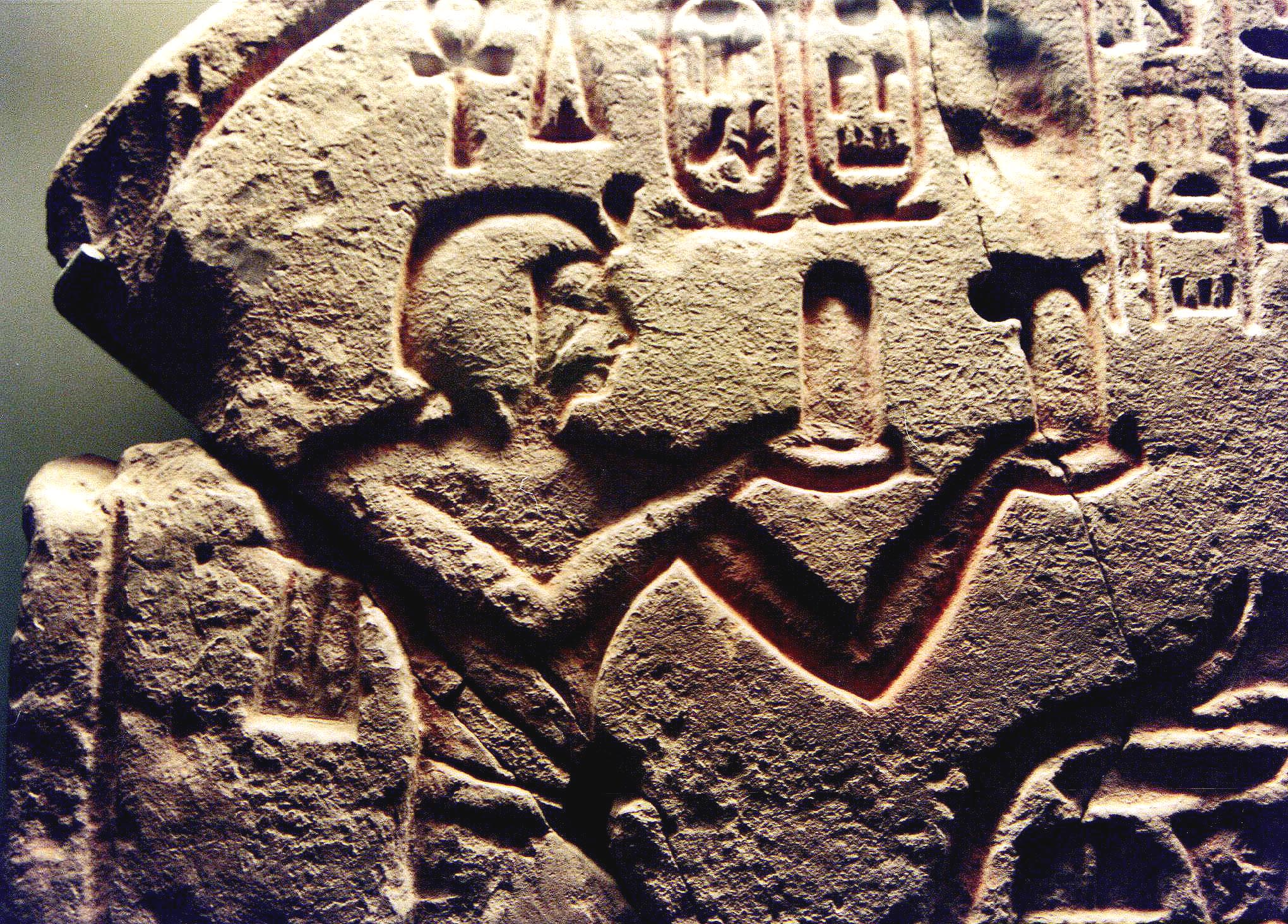
Ramses I offert aan Osiris Allard Pierson Museum
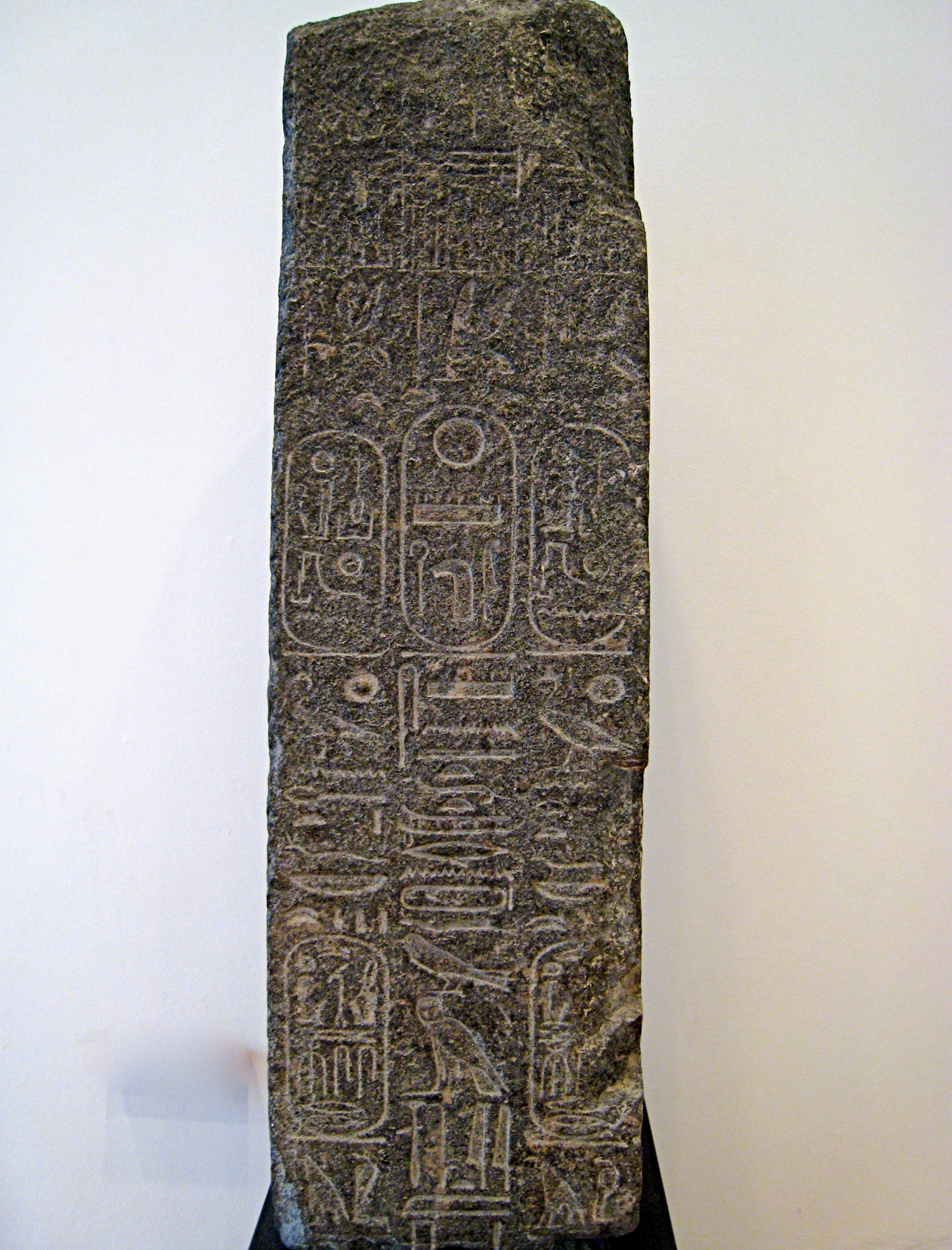
Stèle van Ramses I, waar Ramses IX later zijn naam aan toevoegde Nationalmuseet in Kopenhagen
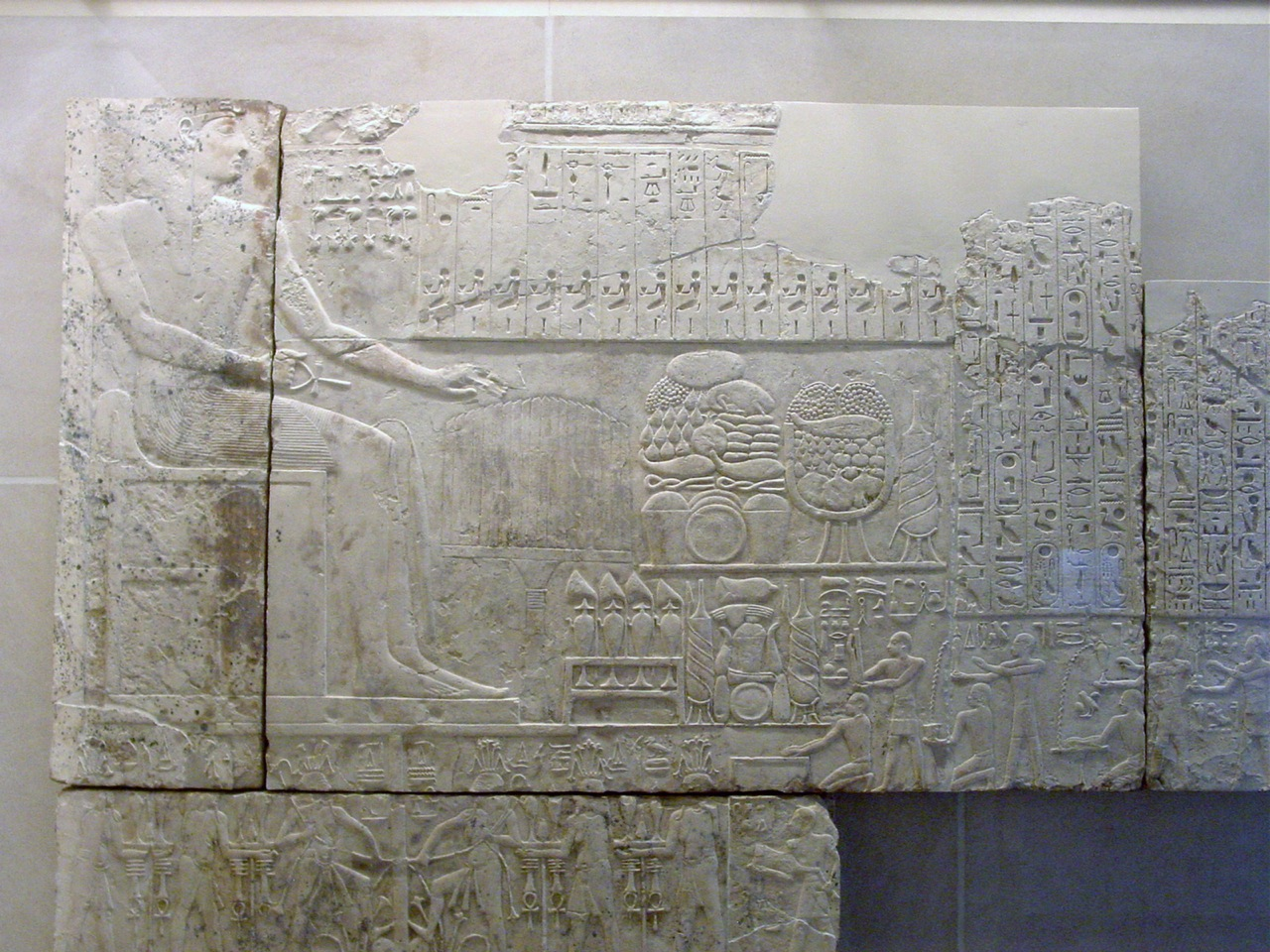
Ramses I afgebeeld op een door Seti I gebouwde kapel te Abydos
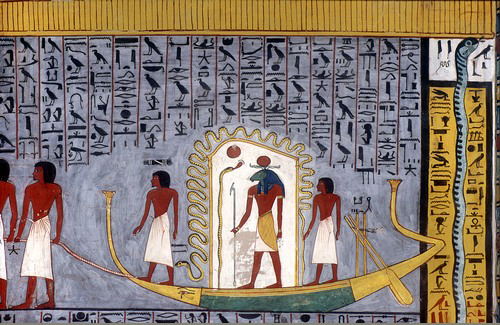
Wandschildering in graf DK 16